# Sam Costelow
Pas d'image ? Cliquez ici

a Compétitions nationales et continentales officielles uniquement.

b Matchs officiels uniquement.
Dernière mise à jour le 20 mars 2024.
Sam Costelow, né le 10 janvier 2001 à Llantrisant (pays de Galles), est un joueur international gallois de rugby à XV qui joue au poste de demi d'ouverture avec les Scarlets en United Rugby Championship depuis 2020.

## Biographie

### Jeunesse et formation
Sam Costelow naît à Llantrisant, au pays de Galles, puis grandit à Pencoed. Il joue pendant quelque temps avec l'académie des Ospreys. Il quitte ensuite son pays de naissance pour l'Angleterre afin d'étudier à la Oakham School. Il s'engage alors avec les Leicester Tigers en 2018, avec qui il gagne deux fois l'Academies League. Il est ensuite prêté une saison à Ampthill, évoluant alors en Championship, la deuxième division anglaise, afin de gagner du temps de jeu et de l'expérience.
En 2020, il s'illustre surtout par ses performances avec les moins de 20 ans gallois dans le Tournoi des Six Nations, étant notamment nommé homme du match après avoir marqué un full house lors de la victoire remarquée contre l'Angleterre à l'extérieur, qu'ils n'avaient plus battu depuis 4 ans.

### Carrière professionnelle
Sam Costelow fait ensuite ses débuts professionnels avec Leicester durant la saison 2019-2020.
À l'issue de sa première saison professionnelle, il retourne dans son pays et rejoint la province galloise des Scarlets pour la saison suivante. Il fait ses débuts avec sa nouvelle équipe le 8 novembre 2020, lors d'un match de championnat contre les Zebre lorsqu'il entre en jeu dans une courte victoire 18 à 17. À la fin de la saison 2021-2022, il prolonge son contrat avec les Scarlets.
C'est durant la saison 2022-2023 qu'il s'impose comme le titulaire à son poste dans son équipe. En début de cette saison, il est appelé pour la première fois en équipe du pays de Galles par Wayne Pivac pour les tests internationaux d'automne 2022. Il connaît sa première cape à cette occasion lorsqu'il entre en jeu lors d'une défaite 23-55 face à la Nouvelle-Zélande. Il participe également au match suivant face à la Géorgie (défaite 12-13),. Durant la suite de la saison, son équipe atteint notamment les demi-finales de la Challenge Cup. Costelow termine meilleur réalisateur de la compétition.
En août 2023, il est sélectionné dans le groupe du pays de Galles pour participer à la Coupe du monde 2023.
En janvier 2024, il est sélectionné pour le Tournoi des Six Nations.

## Palmarès

### En club
Néant

### Distinctions personnelles
- Joueur comptant le plus d'apparitions dans l'histoire du Tournoi des Six Nations des moins de 20 ans (15 matchs).
- Meilleur réalisateur de la Challenge Cup en 2023.